# Škoda Kushaq
La Škoda Kushaq è una crossover SUV compatto prodotto dalla casa automobilistica ceca Škoda Auto a partire dal 2021 per il mercato indiano.

## Descrizione

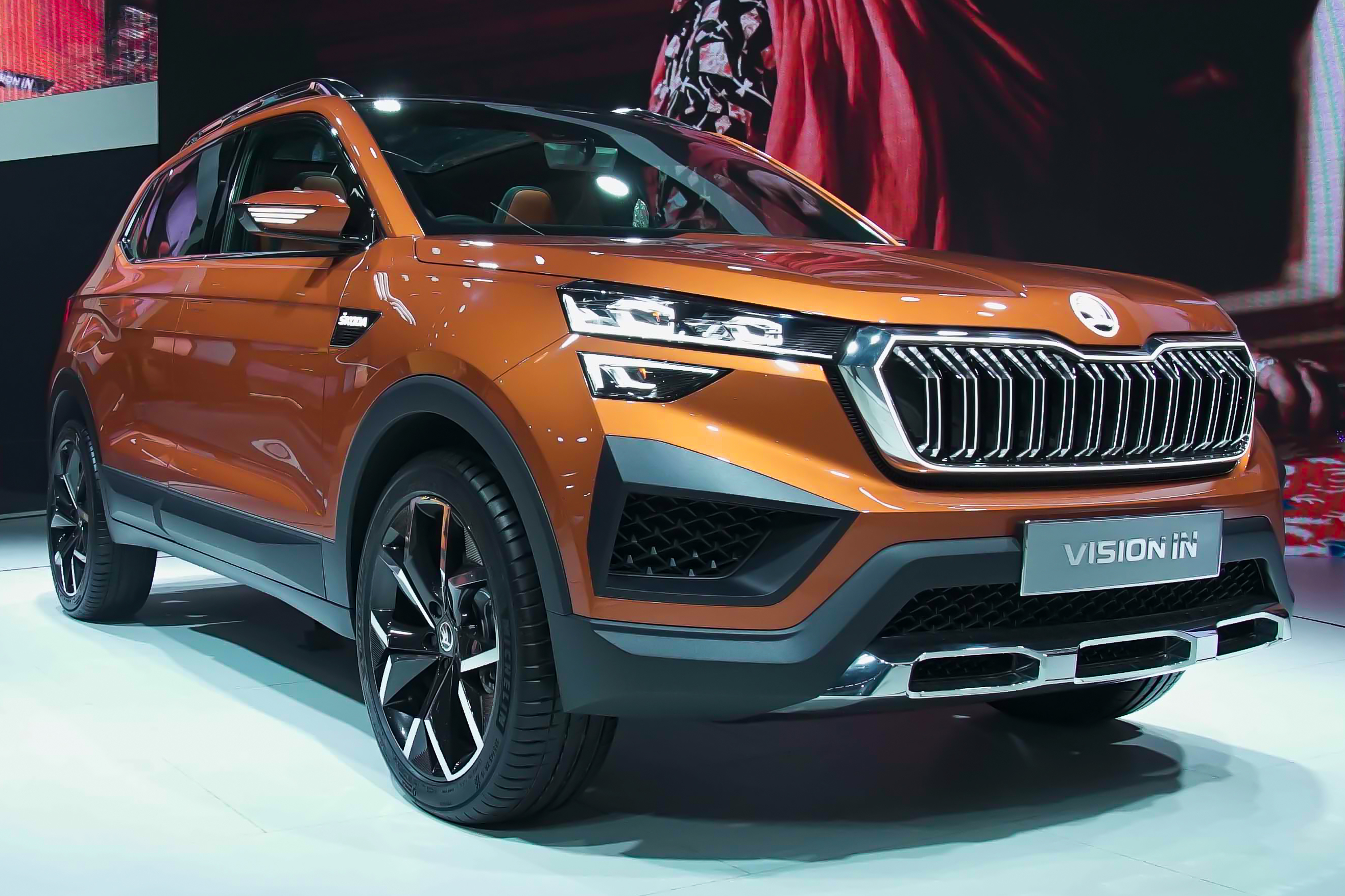
Skoda Vision IN

Il nome "Kushaq" deriva dalla parola sanscrita "Kushak" che significa "Re" o "Imperatore".
Il veicolo è stato anticipato dalla Vision IN Concept presentata nel febbraio 2020. Il modello di produzione ha debuttato il 18 marzo 2021 come primo veicolo del "progetto India 2.0" di Skoda Auto Volkswagen India. L'auto è costruita sulla piattaforma MQB A0 IN del Gruppo Volkswagen dedicata al mercato indiano e in comune con la Volkswagen Taigun. Viene prodotta a Chakan in India, con il 95% delle componenti che viene costruito in loco per risparmiare sui costi e per ottenere un prezzo inferiore. 
La Kushaq in India è disponibile con due motorizzazioni turbo alimentate a benzina: il TSI a tre cilindri da 1,0 litri che produce 115 CV e un quattro cilindri da 1,5 litri che eroga 150 CV. Il motore da 1,0 litro è disponibile con cambio manuale a 6 marce o con un automatico con convertitore di coppia, mentre l'unità TSI da 1,5 litri è disponibile con cambio manuale a 6 marce oppure un doppio frizione a 7 marce. Entrambi i motori sono prodotti localmente nello stabilimento Skoda di Chakan.